# Grande Hotel Ipatinga
O Grande Hotel Ipatinga é uma edificação localizada no município brasileiro de Ipatinga, no interior do estado de Minas Gerais. Foi projetado como um hotel de alto padrão pelo arquiteto Raphael Hardy Filho e construído entre 1959 e 1961. Fez parte do primeiro plano urbanístico da atual cidade, igualmente concebido por Hardy Filho com a intenção de atender à demanda da instalação da Usiminas.
O hotel foi desativado na década de 1990 e o prédio foi abandonado depois disso. Entretanto, foi restaurado para receber o Centro de Memória Usiminas, sendo reinaugurado em 2021. É tombado como patrimônio cultural municipal desde 2000.

## Descrição

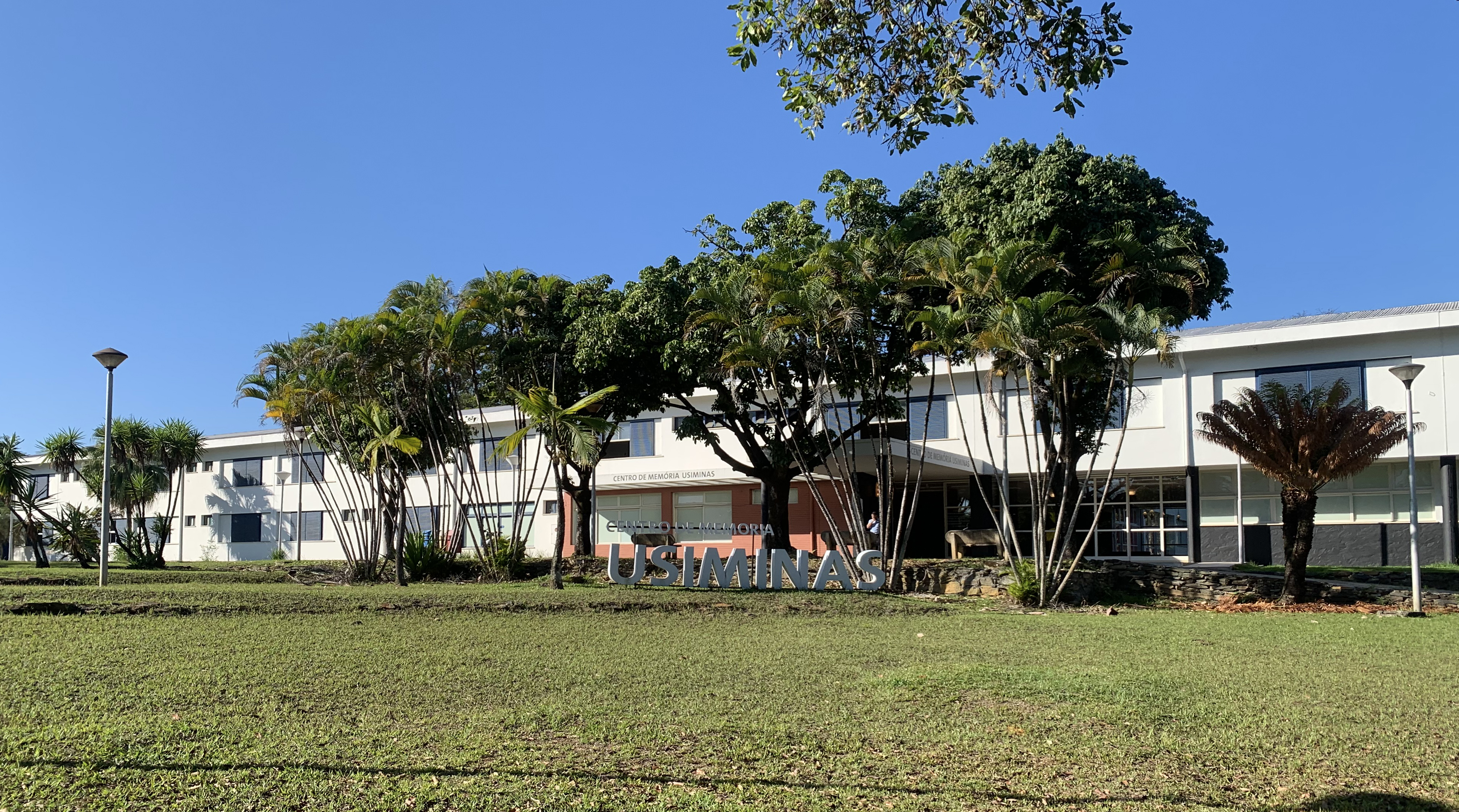
Grande Hotel Ipatinga em uso pelo Centro de Memória Usiminas (2023)

Localizado no bairro Castelo, cujas residências de alto padrão eram destinadas ao alto escalão da empresa, o edifício expressa horizontalidade com variados planos e texturas, além de amplos vãos envidraçados. Tal como o projeto urbanístico original de Ipatinga e outros de seus equipamentos (a exemplo do Hospital Márcio Cunha) apresenta aspectos explícitos do modernismo. Na vizinhança foi construído o Clube Morro do Pilar, fundado em uma reunião ocorrida no salão de festas do Grande Hotel Ipatinga em 3 de março de 1965.
O hotel recepcionava autoridades brasileiras e internacionais, além de eventos da "alta sociedade" local. Também sediou reuniões semanais do Rotary Club de Ipatinga e formaturas. No entanto, foi desativado na década de 1990 e o prédio acabou em desuso. Foi tombado como patrimônio cultural municipal pela lei nº 1.762 de 24 de março de 2000, porém a edificação continuou sem uso e em posse da Usiminas.

## Restauro
Em 2014, empresários propuseram transformar o antigo hotel em um centro de convenções, ocasião em que a Usiminas demonstrou interesse em vender o imóvel. Contudo, a empresa restaurou o prédio para a implantação do Centro de Memória Usiminas, que foi inaugurado no aniversário de 59 anos da siderúrgica, em 26 de outubro de 2021. O espaço, aberto à visitação, possui ambientes retratam a história da Usiminas, do Grande Hotel, de Ipatinga e da industrialização no Brasil, incuindo obras de artistas como Amilcar de Castro, Bruno Giorgi e Tomie Ohtake.

## Imagens

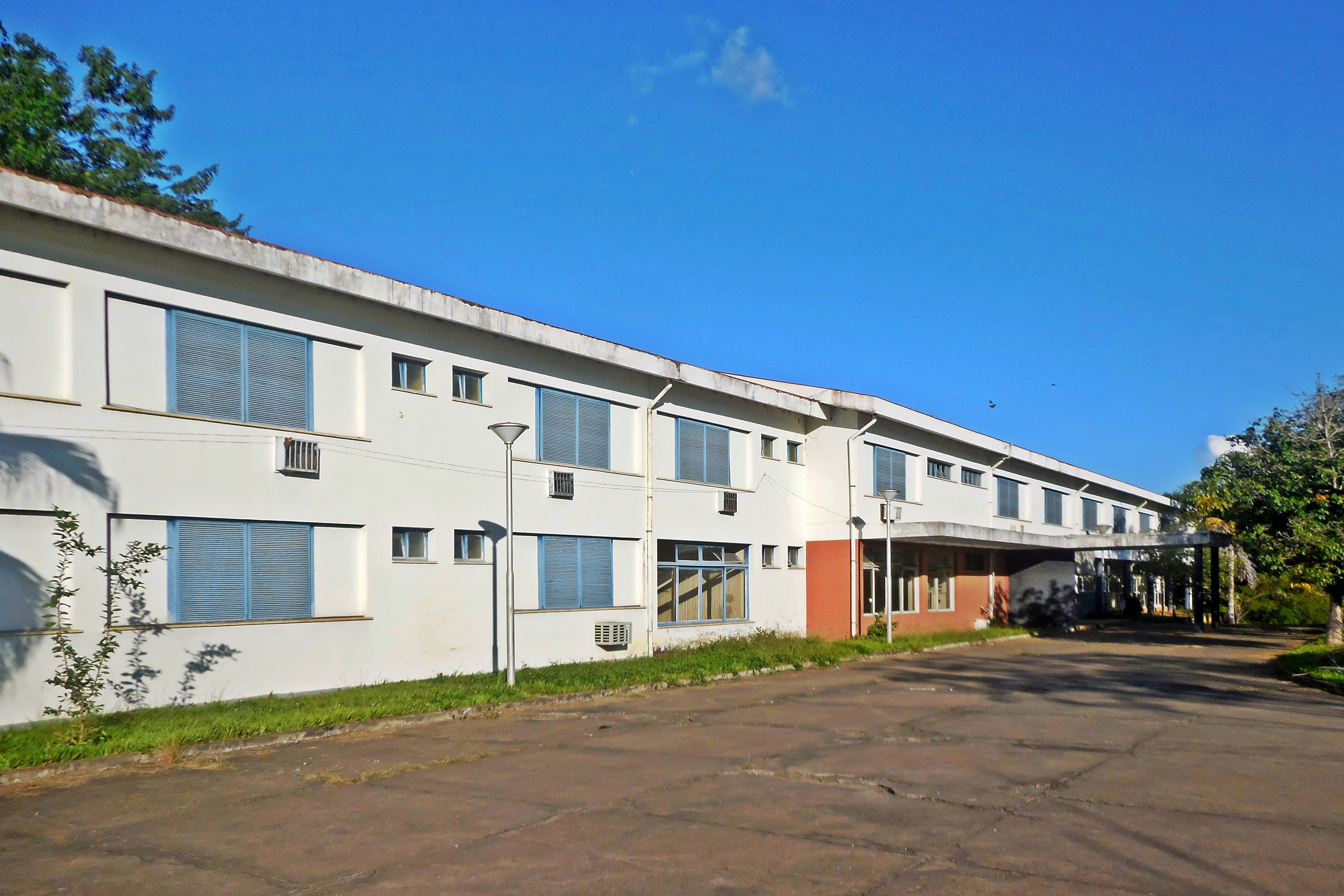
Vista parcial da fachada (2018)
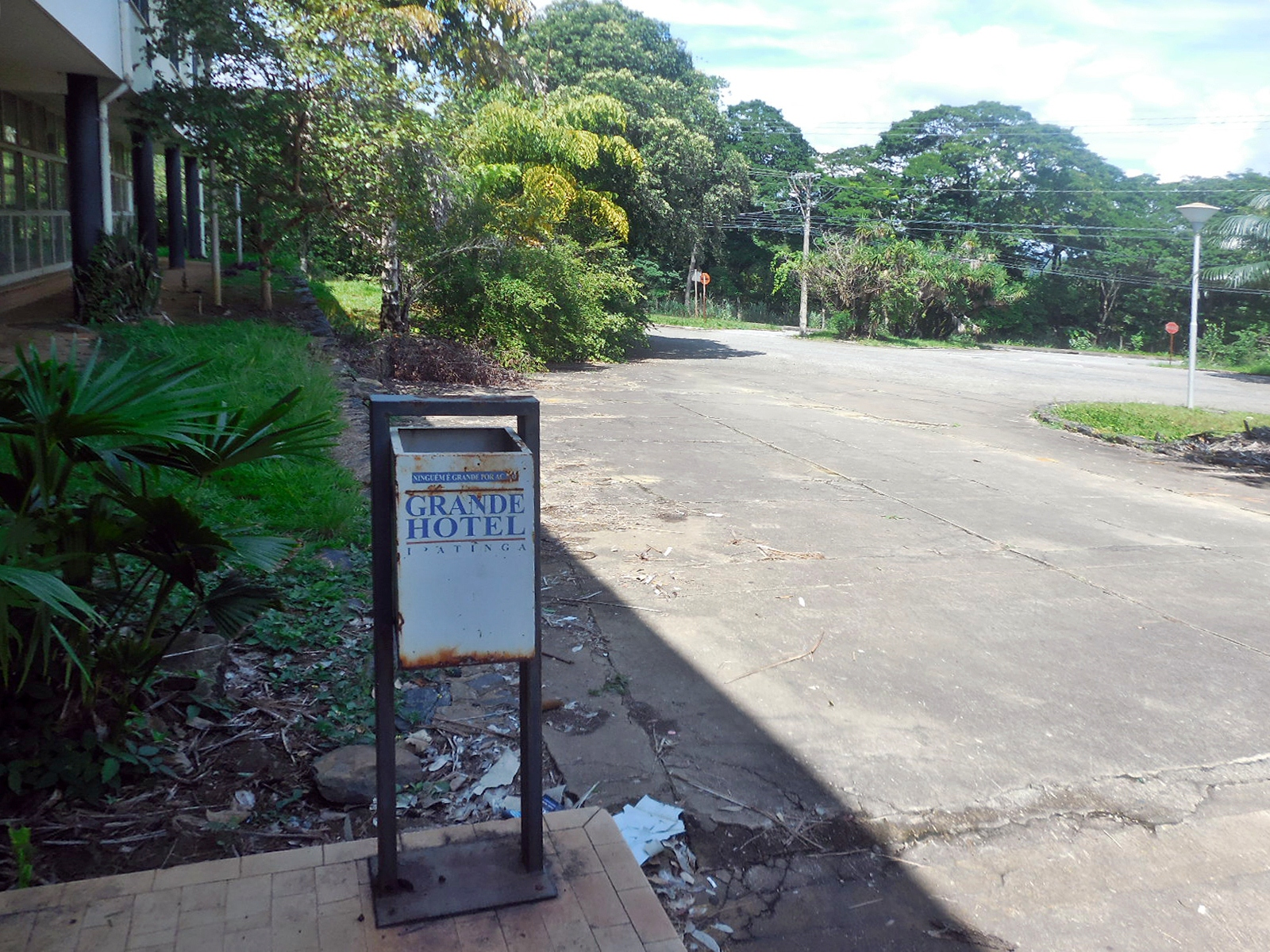
Detalhe de uma lixeira à frente da entrada principal (2018)
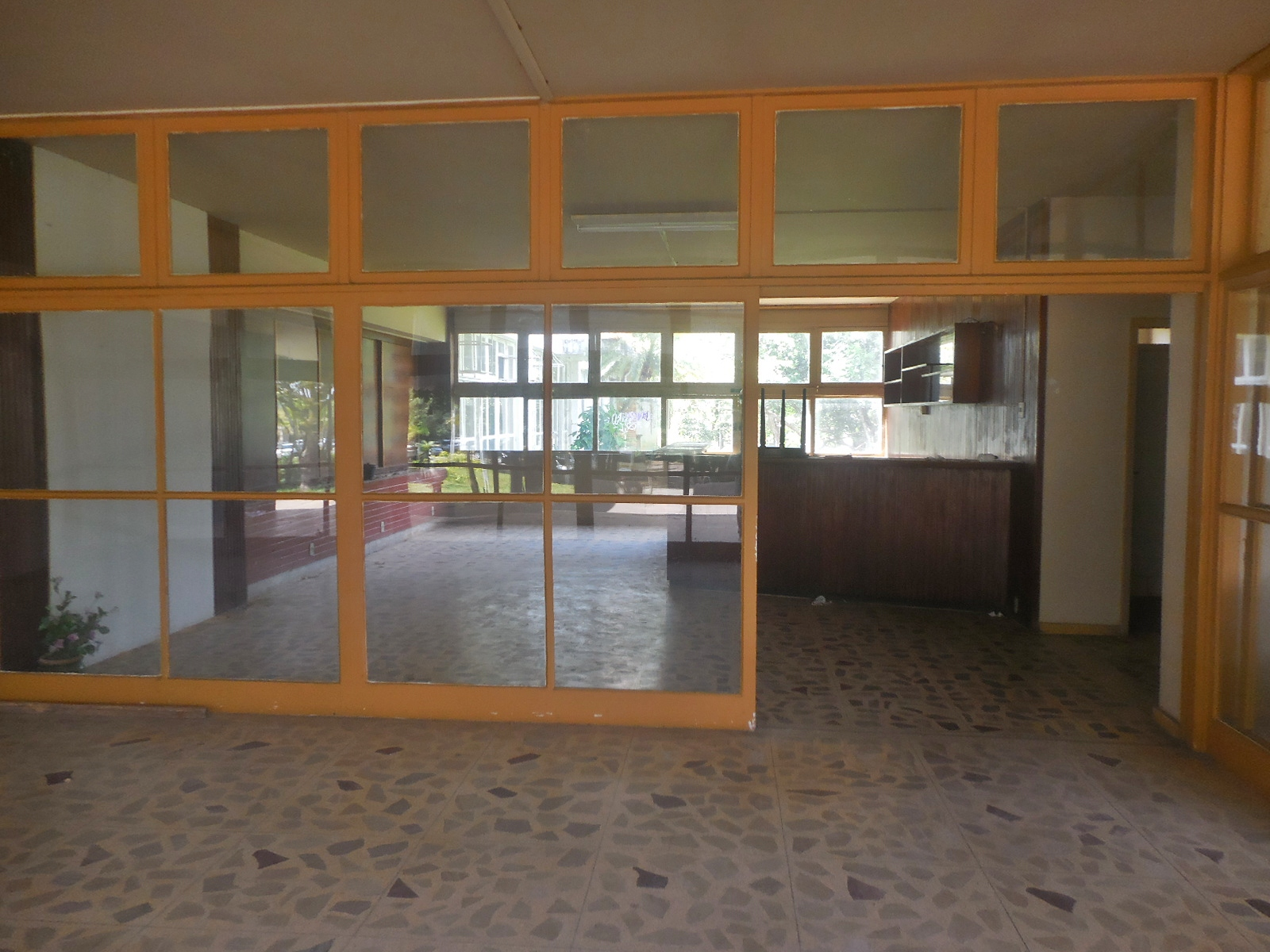
Hall de entrada (2018)
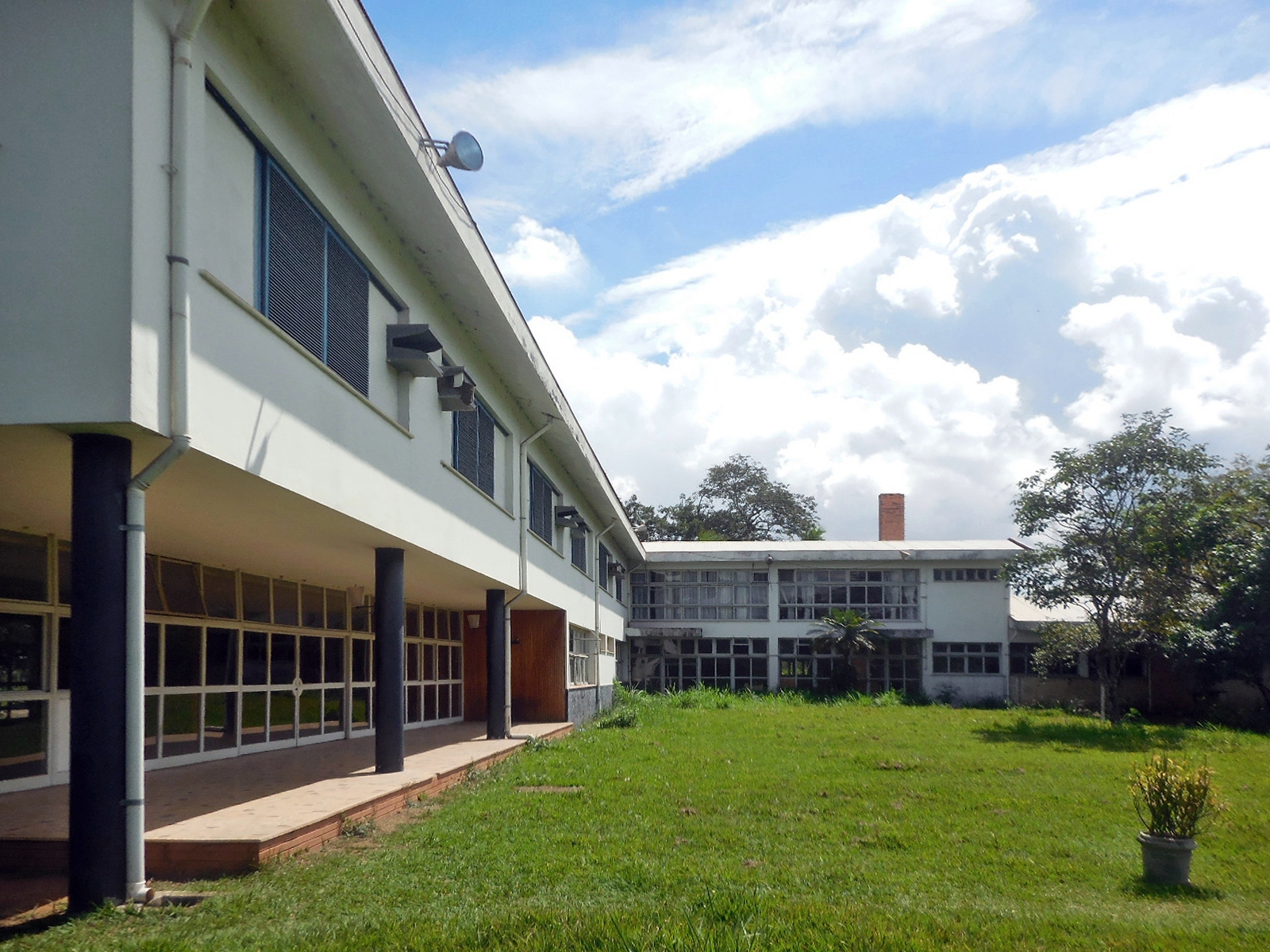
Vista posterior (2018)